# Характерова ориентация
Характеровата ориентация е направлението на либидонозните или страстни стремежи на човека, които правят възможно описанието на неговата характерова структура постоянно. Характеровите черти (например скъперничество, педантизъм и нетолерантност) заедно образуват ориентация и са част от основната ориентация на характера. Ерих Фром е теоретик в тази насока, който достига до четири различни характерови ориентации; рецептивна ориентация, експлоататорска ориентация, скъперническа ориентация и пазарна ориентация. Всички тези ориентации са повлияни от обществото и всяка изразява специфично решение на проблема за адаптирането на социалните изисквания, които са поставени на хората днес. Ерих Фром подчертава, че представените тук три ориентации: рецептивна, скъперническа и експлоататорска са взети от клиничния материал на Фройд, но със забележката, че има различия между тяхното разбиране: „Следващите описания на непродуктивните ориентации, с изключение на пазарната, се основават на клиничните данни, взети при изучаването на предгениталния характер, направено от Фройд и други автори. Теоретическите ни различия стават очевидни при обсъждането на ориентацията към натрупване.“

## Рецептивна ориентация
Рецептивно ориентираните хора не дават, те взимат. Получават удоволствие от външни фактори. Пасивно чакат другите да им дадат неща, от които се нуждаят. Например искат от някой да им осигури любов и внимание, а те не ги дават обратно навън.

## Експлоататорска ориентация
Експлоататорски ориентираните хора са егоцентрични и самонадеяни. Този тип хора правят, каквото могат, за да могат да вземат това, което искат, дори и ако това включва кражба или открадване на нещо от някой само, за да го имат. Експлоататорските хора често са много „агресивни“. Тяхното мото може да се определи като „Целта винаги оправдава средствата“.

## Скъперническа ориентация
Скъпернически ориентираните хора пазят всичко, което могат и каквото и да е то. Това може да бъде любов, сила или времето на някого. Те просто харесват да имат предмети, дори неща, които не са им непременно нужни или за употреба. Скъпернически ориентираните хора не искат да споделят своите неща; имат точно определено време, за да правят нещата. Зигмунд Фройд би казал, че те никога не са минали напълно аналния стадий.

## Пазарна ориентация
Пазарно ориентираните хора правят каквото е възможно, за да продадат себе си. Това не трябва да се възприема в буквалния смисъл (макар понякога да може да се възприеме така), защото на външно не изглежда се „продават“ по характерния начин, макар реално начина по който действат да е точно такъв.